# Krigen
Krigen er en dansk krigsfilm fra 2015. Det er Tobias Lindholms tredje spillefilm som både instruktør og manuskriptforfatter. Optagelserne til filmen foregik i efteråret 2014 i henholdsvis Danmark, Tyrkiet, Spanien og Jordan. Filmen er produceret af René Ezra og Tomas Radoor for Nordisk Film Production A/S med støtte fra Det Danske Filminstitut.
Krigen blev ved Oscaruddelingen 2016 nomineret til en Oscar for bedste ikke-engelsksprogede film.

## Handling
Kompagnichef Claus Michael Pedersen og hans mænd er udstationerede i Helmand, Afghanistan. Hjemme i Danmark forsøger Claus' kone Maria at holde sammen på en hverdag med en mand i krig og tre børn, der savner deres far. Under en rutinemission fanges soldaterne i en voldsom ildkamp mod Taleban, og for at redde sine mænd, træffer Claus et valg, som fører ham tilbage til Danmark, anklaget for en krigsforbrydelse.

## Medvirkende
- Pilou Asbæk som Claus Michael Pedersen
- Tuva Novotny som Maria Pedersen
- Søren Malling som Martin R. Olsen
- Charlotte Munck som Kajsa Danning
- Dar Salim som Najib Bisma
- Dulfi Al-Jabouri som Lufti "Lasse" Hassan
- Alex Høgh Andersen som Anders